# Urbanisme à Casablanca
La ville de Casablanca est une des deux préfectures de la région du Casablanca-Settat et regroupe huit préfectures d'arrondissements. Son territoire coïncide avec le champ d'application de l'Agence Urbaine de Casablanca, créée depuis 1984 en tant qu'instance de coordination et planification urbaine.

## Découpage administratif
1. Aïn Chock عين الشق.
2. Aïn Sebaâ-Hay Mohammadi عين السبع - الحي المحمدي.
3. Anfa أنفا
4. Ben M'sick بن مسيك.
5. Sidi Bernoussi سيدي برنوصي.
6. Al Fida-Mers Sultan الفداء - مرس السلطان.
7. Hay Hassani الحي الحسني.
8. Moulay Rachid مولاي رشيد.

Ces huit préfectures sont découpées en seize arrondissements et une municipalité : 
1. Aïn Chock عين الشق
2. Aïn Sebâa عين السبع
3. Al Fida الفداء
4. Anfa أنفا
5. Ben M'sick بن مسيك
6. Sidi Bernoussi سيدي برنوصي
7. Hay Hassani الحي الحسني
8. Hay Mohammadi الحي المحمدي
9. Maârif المعاريف
10. Mechouar المشور
11. Mers Sultan مرس السلطان
12. Moulay Rachid مولاي رشيد
13. Roches Noires (ou Assoukhour Assawda) الصخور السوداء / روش نوار
14. Sbata سباته
15. Sidi Belyout سيدي بليوط
16. Sidi Moumen سيدي مومن
17. Sidi Othmane سيدي عثمان.

| Préfectures d'arrondissement                   | Arrondissements                                                 | Municipalités   | Superficie | Population (2004) |
| ---------------------------------------------- | --------------------------------------------------------------- | --------------- | ---------- | ----------------- |
| عين الشق Aïn Chock                             | عين الشق Aïn Chock                                              |                 | 28,89 km2  | 253 496 habitants |
| عين السبع الحي المحمدي Aïn Sebaâ-Hay Mohammadi | عين السبع Aïn Sebaâ                                             |                 | 26,7 km2   | 407 892 habitants |
| عين السبع الحي المحمدي Aïn Sebaâ-Hay Mohammadi | الحي المحمدي Hay Mohammadi                                      |                 | 26,7 km2   | 407 892 habitants |
| عين السبع الحي المحمدي Aïn Sebaâ-Hay Mohammadi | الصخور السوداء / روش نوار Roches Noires (ou Assoukhour Assawda) |                 | 26,7 km2   | 407 892 habitants |
| أنفا Anfa                                      | أنفا Anfa                                                       |                 | 37,5 km2   | 492 787 habitants |
| أنفا Anfa                                      | المعاريف Maârif                                                 |                 | 37,5 km2   | 492 787 habitants |
| أنفا Anfa                                      | سيدي بليوط Sidi Belyout                                         |                 | 37,5 km2   | 492 787 habitants |
| بن مسيك Ben M'sick                             | بن مسيك Ben M'sick                                              |                 | 10,27 km2  | 285 879 habitants |
| بن مسيك Ben M'sick                             | سباته Sbata                                                     |                 | 10,27 km2  | 285 879 habitants |
| سيدي برنوصي Sidi Bernoussi                     | (سيدي) برنوصي (Sidi) Bernoussi                                  |                 | 38,59 km2  | 453 552 habitants |
| سيدي برنوصي Sidi Bernoussi                     | سيدي مومن Sidi Moumen                                           |                 | 38,59 km2  | 453 552 habitants |
| الفداء - مرس السلطان Al Fida-Mers Sultan       | الفداء Al Fida                                                  | المشور Mechouar | 17,9 km2   | 332 682 habitants |
| الفداء - مرس السلطان Al Fida-Mers Sultan       | مرس السلطان Mers Sultan                                         |                 | 17,9 km2   | 332 682 habitants |
| الحي الحسني Hay Hassani                        | الحي الحسني Hay Hassani                                         |                 | 25,91 km2  | 323 277 habitants |
| مولاي رشيد Moulay Rachid                       | مولاي رشيد Moulay Rachid                                        |                 | 13,38 km2  | 384 044 habitants |
| مولاي رشيد Moulay Rachid                       | سيدي عثمان Sidi Othmane                                         |                 | 13,38 km2  | 384 044 habitants |

Pour les autres territoires de la région, voir Région du Grand Casablanca.

## Urbanisme
Casablanca s'est développée à partir de la médina et du premier bassin du port, essentiellement à partir de 1920. C'est l'urbaniste Henri Prost qui en a dessiné les premières extensions entre les années 1917 et 1922. Dans les années 1950, l'urbaniste Michel Ecochard a dessiné un nouveau plan d'extension et d'organisation de la ville.
La médina constitue le cœur historique de la ville. Elle est entourée d’une muraille et de plusieurs portes dont la plus connue, la porte de Marrakech permettent l’accès. Le café de La Sqala surplombe l'entrée du port. C'était à l'origine un point fortifié portugais dans la muraille.
À l'est de la médina se déploie le quartier Art déco qui fut le quartier européen de la ville sous le protectorat français. Il abrite plusieurs compositions monumentales qui donnent un cachet particulier à la ville : La place administrative, le parc de la ligue arabe, les larges boulevards plantés de palmiers...
À l'ouest de la médina, le quartier prisé Bourgogne et, en bord de mer, la grande mosquée Hassan II et des remblais destinés à être bientôt construits. Un peu plus loin, la corniche, ses restaurants et ses plages, devant la colline d'Anfa lieu de résidence des catégories les plus aisées.
Le cœur de ville incluant la médina, le centre des affaires, l'essentiel des hôtels et des ambassades, est délimité par le boulevard Zerktouni marqué en son milieu par les deux tours du Twin Center dessinés par l'architecte Ricardo Bofill.
Au sud, le long de l'autoroute qui conduit à l'aéroport Mohammed V - Nouasser, se déploie le quartier d'affaires de Sidi Maârouf, le nouveau cœur économique de Casablanca, avec des implantations d'entreprises qui se multiplient autour du Technopark, du Zénith, de l'ISCAE et de Casanearshore. Ce quartier sera renforcé par la réalisation d'une opération d'urbanisme de très grande envergure, conçue par l'architecte Bernard Reichen, sur les 400 hectares de l'ancien aéroport de Casa Anfa, aujourd'hui désaffecté.
À l'est de Casablanca, ce sont les industries et les quartiers populaires. Le quartier de Sidi Moumen.
Les autorités de la ville ont engagé depuis 2005 la révision du schéma directeur d'aménagement et d'urbanisme (SDAU) du Grand Casablanca, par une équipe franco-marocaine de l'Agence urbaine de Casablanca et de l'IAURIF, pilotée par le directeur de l'agence urbaine Allal Sakrouhi et l'urbaniste Fouad Awada de l'IAURIF. Ce document stratégique doit entrer en vigueur en 2008, il propose d'organiser la croissance urbaine à partir des pôles périphériques (Dar Bouazza, Bouskoura, Nouaceur, Médiouna, Mohammédia) et de mettre à niveau la ville centre grâce notamment à un puissant réseau de transport en commun.
D'ores et déjà, la ville a décidé de se doter de ses premières lignes de tramway et cinq ou six opérations d'aménagement sont déjà engagées dont notamment celles intéressant Casa Anfa et Sidi Moumen.
Il est à noter que Casablanca est une ville récemment contenante de panneaux indicateurs de direction : cela rend la circulation en automobile récemment facile pour celui qui ne connaît pas la ville.

### Quartiers principaux

#### Préfecture d’arrondissement
- Aïn Chock
- Aïn Sebaâ-Hay Mohammadi
- Al Fida - Mers Sultan
- Ben M'Sick
- Casablanca-Anfa

#### Quartiers
- Aïn Borja
- Aïn Chock
- Aïn Diab
- Aïn Sebaâ
- Al Manar
- Alia 1 et 2
- Alsace-Lorraine
- Ancienne Medina
- Anfa
- Attacharouk
- Bachkou
- Beausejour
- Belvedere
- Bernoussi
- Bourgogne
- Burger
- C.I.L
- Californie
- Chantilly
- Chantimar
- Derb Ghallef
- Derb Lihoudi
- Derb Sultan
- Derb Taliane
- Florida
- Franceville
- Gauthier
- Hay Al Qods
- Hay El Hanaa
- Hay El Hassani
- Hay Mohammadi
- Hay Nassim
- Hôpitaux
- Inara
- Lissasfa
- La Gironde
- Laimoune
- Liberté
- Longchamp
- Maârif
- Mandarona
- Mers Sultan
- Oasis
- Oulfa
- Polo
- Qods
- Palmiers
- Plateau
- Racine
- Riviera
- Les Roches Noires
- Salmia 1
- Salmia 2
- Sbata
- Sidi Maârouf
- Sidi Moumen
- Taddart
- Tontonville
- Val d'Anfa
- Val Fleuri
- Vélodrome
- Zenata